# Adriana Calatayud
Adriana Calatayud (Ciutat de Mèxic, 1967) és una artista visual i fotògrafa mexicana llicenciada en comunicació gràfica per l'Escola Nacional d'Arts Plàstiques de la UNAM de la qual es va graduar amb Esment Honorífic. El seu treball barreja tècniques de fotografia, vídeo i multimèdia per donar forma a les seves obres sovint centrades en temes de tecnologia i el cos humà.
Va començar la seva carrera donant suport a la realització de projectes de recerca i manipulació d'imatge en el Taller de Gràfica Digital del Centre Nacional de les Arts, on va estar de 1996 a 2001. Va ser coordinadora de l'àrea de recerca d'imatge i tecnologia i projectes de vídeo a la Sala del Centre de la Imatge també del CNA, va ocupar aquest càrrec de 2004 a 2005. A més del seu treball com a artista, Adriana és tutora de l'àrea de fotografia al programa de beques per a Joves Creadors del FONCA. Ha estat part del jurat del premi a joves fotògrafs que concedeix Cuartoscuro.
Ha exposat en galeries i museus al Canadà, els Estats Units, Mèxic i alguns països d'Europa. Ha estat inclosa en diferents publicacions de fotografia.
En 2008 va presentar la sèrie Tortures Voluntàries, on realitza un exercici fotogràfic a partir de les possibles cirurgies cosmètiques que es realitzen en el cos femení. Així mateix, part de la seva obra es basa en la unió de l'artístic amb el científic, com en el cas de Monografies (2005), on uneix les fotografies de cossos amb la representació anatòmica dels mateixos mitjançant il·lustracions sobreposades, confrontant-se les fotografies de cossos nus amb les seves representacions anatòmiques.

## Exposicions individuals
- Constructo, la construcción del cuerpo femenino. Oaxaca (2008)[7]
- Constructo, la construcción del cuerpo femenino. Ciudad de México (2007)
- Prototipos 2.1 Antropometría cyborg. México, Francia (2007)[8]
- Adriana Calatayud, Photo España. España (2002)
- Natura, Espacio relativo. Oaxaca (2002)[9]

## Distincions
- Esment Honorífic, VII Biennal de Fotografia 1997.
- Esment Honorífic, XVII Trobada d'Art Jove 1998.
- Beca d'Artista Residencial, Centre Banff per a les arts 1999.
- Beca de Joves Creadors, FONCA 1996 i 2000.
- Programa de Foment a Projectes i Conversions Culturals, FONCA 2003.
- Beca del Sistema Nacional de Creadors, FONCA 2005-2008.